# Silvia Kutika
Silvia Kutika (Wilde, Avellaneda partido, 1956. augusztus 5. –) argentin színésznő.

## Mozi
- Escándalo en la familia, rendezte Julio Porter (1967)
- Las Muñecas Que Hacen ¡PUM!, rendezte Gerardo Sofovich (1979)
- Gran valor, rendezte Enrique Cahen Salaberry (1980)
- Sentimental (requiem para un amigo), rendezte Sergio Renán (1981)
- Los viernes de la eternidad, rendezte Héctor Olivera (1981)
- ¿Somos?, rendezte Carlos Hugo Christensen (1982)
- Luna de Avellaneda, rendezte Juan José Campanella (2004)
- Juntos para siempre, rendezte Pablo Solarz (2011)
- Desmadre, rendezte Juan Pablo Martínez és Jazmín Stuart (2011)
- Las mujeres llegan tarde, rendezte Marcela Balza (2012)
- Libro de la Memoria: Homenaje a las víctimas del atentado, rendezte Matías Bertilotti (2017)

## Televízió
- Galería – TV sorozat, 9 epizód (1980)
- Calabromas – TV sorozat, 19 epizód (1980)
- Laura mía – TV sorozat, 19 epizód (1981)
- Julián de madrugada – TV sorozat, 118 epizód (1982)
- Después del final – TV sorozat, 19 epizód (1982)
- Mi nombre es Lara – TV sorozat, 29 epizód (1983)
- Amada – TV sorozat, 19 epizód (1983)
- Lucía Bonelli – TV sorozat, 39 epizód (1984)
- Dar el alma – TV sorozat, 29 epizód (1984)
- El hombre que amo – TV sorozat, 18 epizód (1986)
- Amor prohibido – TV sorozat, 77 epizód (1986)
- Grecia – TV sorozat, 153 epizód (1987)
- De carne somos – TV sorozat, 149 epizód (1988)
- Amándote II – TV sorozat, 19 epizód (1990)
- Grande Pá! – TV sorozat (1991)
- Manuela – TV sorozat, 228 epizód (1991)
- Primo amore (Primer amor) – TV sorozat, 166 epizód (1992)
- El precio del poder – TV sorozat, 99 epizód (1992-1993)
- Quereme – TV sorozat, 15 epizód (1994)
- Alta comedia – TV sorozat, 2 epizód (1993-1994)
- Dulce Ana – TV sorozat, epizód 1x1-1x2-1x3 (1995)
- Top Model (90-60-90 modelos) – TV sorozat, 277 epizód (1996)
- Lo dijo papá – TV sorozat (1998)
- La nocturna – TV sorozat, 89 epizód (1998)
- Campeones de la vida – TV sorozat, 13 epizód (1999)
- Ilusiones – TV sorozat (2000)
- Los médicos (de hoy) – TV sorozat, 159 epizód (2000)
- PH – TV sorozat, 122 epizód (2001)
- Tercer tiempo – TV sorozat, epizód 1x1 (2003)
- Culpable de este amor – TV sorozat, 205 epizód (2004)
- Historias de sexo de gente común – TV sorozat, 7 epizód (2005)
- Se dice amor – TV sorozat, 255 epizód (2005-2006)
- El capo – TV sorozat, 28 epizód (2007)
- Vidas robadas – TV sorozat, 128 epizód (2008)
- Champs 12 – TV sorozat, 127 epizód (2009)
- El hombre de tu vida – TV sorozat, epizód 1x1-1x2 (2011)
- Decisiones de vida – TV sorozat, epizód 1x9 (2011)
- Historias de corazón – TV sorozat, epizód 1x12 (2013)
- Qitapenas – TV sorozat, 30 epizód (2013)
- Camino al amor – TV sorozat, 120 epizód (2014)
- Cartoneros – TV sorozat, 5 epizód (2016)
- Las Estrellas – TV sorozat, epizód 1x1 (2017)
- Tu Parte del Trato – TV sorozat, 8 epizód (2019)